# My Princess
My Princess (coréen : 마이 프린세스) est une série télévisée sud-coréenne diffusée sur MBC en 2011. Elle met en vedette Kim Tae-hee, Song Seung-heon, Park Ye-jin et Ryu Soo-young.

## Acteurs et personnages

### Acteurs principaux
- Kim Tae-hee : Lee Seol
- Song Seung-heon : Park Hae-young
- Park Ye-jin : Oh Yoon-joo
- Ryu Soo-young : Nam Jung-woo

### Acteurs secondaires
- Lee Soon-jae : Park Dong-jae
- Maeng Sang-hoon : Oh Ki-taek
- Kang Ye-sol : Lee Dan
- Lim Ye-jin : Kim Da-bok
- Lee Gi-kwang : Geon Lee
- Son Seong-yoon : Shin Mi-so
- Hwang Young-hee : Hong In-ae
- Lee Sung-min : Lee Young-chan
- Lee Dae-yeon : So Sun-woo
- Choi Yoo-hwa : Kang Sun-ah
- Baek Bong-ki : Bong-jae
- Jeon Min-seo : Lee Seol (jeune)
- Choi Won-hong : Park Hae-young (jeune)
- Heo Tae-hee : Bo Jwa-kwan
- Chu Hun-yub : Yoo Ki-kwang
- Min Joon-hyun : Ki-ja
- Park Hyuk-kwon : Lee Han
- Park Jung-woo
- Ahn Nae-sang : empereur Sunjong (caméo)
- Jo Sung-ha (caméo)
- Cha Hwa-yun (caméo)
- Jung Suk-yong (caméo, ep 4)
- Joo Sang-wook : Hyun-woo (caméo, ep 9)
- Park Min-woo

## Diffusion internationale
- MBC
- ABS-CBN/Studio 23
- Drama 1/TVB J2
- ETTV
- Korean α
- Indosiar
- MBC America
- All TV